# Взрыв замедленного действия
«Взрыв замедленного действия» — советский чёрно-белый фильм 1970 года снятый на киностудии «Молдова-фильм» режиссёром Валериу Гажиу по роману «Таинственная Ти» писателя Михаила Мельника.

## Сюжет
1901 год. В Кишинёв приезжает революционер Александр Родченко, который по заданию Ленина должен организовать здесь нелегальную марксистскую типографию, печатать газету «Искра» и другую подпольную литературу. С помощью местных революционеров ему это удается сделать.
Вскоре листовки и брошюры, отпечатанные в Кишинёве, появляются во многих городах Российской империи. Царские жандармы пытаются обнаружить и ликвидировать кишинёвскую типографию. Избежать быстрого разоблачения подпольщикам помогает Лиза, дочь начальника полиции Кишинёва, натура тонкая поэтичная, она стоит в стороне от революционной борьбы того времени, но столкнувшись с убеждённым революционером-ленинцем и полюбив его, проявляет в нужный момент твёрдость и решимость, предупреждая об опасности своих новых друзей.

## В ролях
- Анатолий Азо — Александр Родченко
- Семён Соколовский — Меньшиков
- Лариса Малеванная — Лена
- Василе Брескану — Валентин
- Наталья Сайко — Лиза
- Евгений Весник — домовладелец
- Земфира Цахилова — Конкордия
- Константин Константинов — Рожкован
- Иван Дмитриев — Чернолусский
- Михаил Бадикяну — помощник Меньшикова
- Ольга Аросева — эпизод
- Владимир Волчик — эпизод
- Вадим Вильский — филёр
- Кирилл Гун — эпизод
- Владимир Маренков — эпизод
- Борис Рунге — эпизод
- Михаил Сидоркин — эпизод
- Виктор Маркин — эпизод
- Екатерина Казимирова — соседка

## Критика
Фильму свойственны элементы приключенческого жанра, стремление к занимательности. Однако это приводит к легковесности, к поверхностному решению большой, серьезной темы в некоторых эпизодах фильма.— ежегодник «Вопросы киноискусства», 1974